# Comuna Clejani, Giurgiu
Clejani este o comună în județul Giurgiu, Muntenia, România, formată din satele Clejani (reședința), Neajlovu, Podu Doamnei și Sterea.

## Așezare
Comuna se află în vestul județului, pe malurile Neajlovului, aproape de limita cu județul Teleorman. Este străbătută de șoseaua națională DN61, care leagă Găeștiul de Ghimpați. Din acest drum, la Clejani se ramifică șoseaua județeană DJ411, care duce spre est la Bulbucata, Iepurești (unde se intersectează cu DN6), Singureni, Călugăreni (unde se intersectează cu DN5), Comana (unde începe un traseu comun cu DN5A până la Hotarele) și mai departe în județul Călărași la Radovanu și Chirnogi (unde se termină în DN41).

## Demografie
Componența etnică a comunei Clejani
     Români (77,65%)
     Romi (12,79%)
     Alte etnii (9,56%)
Componența confesională a comunei Clejani
     Ortodocși (81,5%)
     Penticostali (7,48%)
     Alte religii (1,31%)
     Necunoscută (9,71%)
Conform recensământului efectuat în 2021, populația comunei Clejani se ridică la 3.503 locuitori, în scădere față de recensământul anterior din 2011, când fuseseră înregistrați 3.809 locuitori. Majoritatea locuitorilor sunt români (77,65%), cu o minoritate de romi (12,79%). Din punct de vedere confesional, majoritatea locuitorilor sunt ortodocși (81,5%), cu o minoritate de penticostali (7,48%), iar pentru 9,71% nu se cunoaște apartenența confesională.

## Politică și administrație
Comuna Clejani este administrată de un primar și un consiliu local compus din 13 consilieri. Primarul, Florin Nidelea[*], de la Partidul Național Liberal, este în funcție din 2008. Începând cu alegerile locale din 2024, consiliul local are următoarea componență pe partide politice:
|  | Partid                    | Consilieri | Componența Consiliului | Componența Consiliului | Componența Consiliului | Componența Consiliului | Componența Consiliului | Componența Consiliului | Componența Consiliului | Componența Consiliului | Componența Consiliului | Componența Consiliului | Componența Consiliului | Componența Consiliului | Componența Consiliului |
|  | ------------------------- | ---------- | ---------------------- | ---------------------- | ---------------------- | ---------------------- | ---------------------- | ---------------------- | ---------------------- | ---------------------- | ---------------------- | ---------------------- | ---------------------- | ---------------------- | ---------------------- |
|  | Partidul Național Liberal | 13         |                        |                        |                        |                        |                        |                        |                        |                        |                        |                        |                        |                        |                        |

## Istorie
La sfârșitul secolului al XIX-lea, comuna făcea parte din plasa Neajlov a județului Vlașca și era formată numai din satul de reședință, cu 1404 locuitori. În comună, existau o școală de băieți cu 172 de elevi construită în 1834, și două biserici. La acea vreme, pe teritoriul actual al comunei mai funcționau în aceeași plasă și comunele Babele și Nebuna. Comuna Babele, formată din satele Babele și Sterea, avea 1271 de locuitori, o școală cu 37 de elevi (dintre care 3 fete), o moară pe Neajlov și o biserică. Comuna Nebuna era formată doar din satul de reședință cu 694 de locuitori și în care existau o biserică zidită în 1874 și o școală mixtă cu 30 de elevi (dintre care 6 fete).
Anuarul Socec din 1925 consemnează comuna Clejani ca reședință a plășii Argeș a aceluiași județ, având 2522 de locuitori în unicul său sat. Comunele Babele și Nebuna (ultima acum denumită Velea) făceau parte din această plasă: comuna Babele avea 1065 de locuitori în aceleași două sate, iar comuna Velea avea 1013 locuitori în satul Nebuna-Velea.
Comuna și satul Velea au primit în 1947 denumirea de Podu Doamnei (după numele podului peste Neajlov aflat în apropiere fiind apoi desființată și inclusă în comuna Clejani), iar în 1950 toate aceste comune au fost arondate raionului Crevedia și apoi (după 1952) raionului Videle din regiunea București. Satul și comuna Babele au primit și ele în 1964 o nouă denumire, aceea de Neajlovul. În 1968, comunele Clejani și Neajlovul au trecut la județul Ilfov, iar comuna Neajlovul a fost desființată, satele ei trecând și ele la comuna Clejani. În 1981, o reorganizare administrativă regională a dus la transferarea comunei la județul Giurgiu.

## Monumente istorice
Nouă obiective din comuna Clejani sunt incluse în lista monumentelor istorice din județul Giurgiu ca monumente de interes local. Două dintre ele sunt situri arheologice: ruinele schitului Babele (secolele al XV-lea–al XVII-lea) de lângă biserica „Adormirea Maicii Domnului” din Neajlovu; și situl de „la Carieră” (500 m est de satul Clejani), conținând urme de așezări din Epoca Bronzului Timpuriu (cultura Glina III) și din perioada Halstatt.
Alte cinci obiective sunt clasificate ca monumente de arhitectură: biserica „Adormirea Maicii Domnului” (1799, refăcută în 1865) din Neajlovu; biserica „Nașterea Maicii Domnului” (1850–1902); hanul maiorului Mișa Anastasievici (1859), astăzi bibliotecă; biserica „Sfântul Arhanghel Mihail” (1864); și ruinele Școlii de Meserii (1834, refăcută în 1853), ultimele patru din satul Clejani. Celelalte două sunt monumente memoriale sau funerare, ambele aflate în Clejani: cripta maiorului Mișa Anastasievici (1885) și monumentele funerare ale unor familii de sârbi, aflate în curtea bisericii „Sfântul Mihail”.